# NGC 5356
NGC 5356 je prečkasta spiralna galaktika u zviježđu Djevici.

## Vanjske poveznice
- (engl.) SEDS: NGC 5356
- (engl.) Revidirani Novi opći katalog
- (engl.) Izvangalaktička baza podataka NASA-e i IPAC-a
- (engl.) Astronomska baza podataka SIMBAD
- (engl.) VizieR
- DSS-ova slika NGC 5356  Arhivirana inačica izvorne stranice od 4. ožujka 2016. (Wayback Machine)